# Liste der Gebäude am Harvestehuder Weg
Die Liste der Gebäude am Harvestehuder Weg umfasst die wesentlichen Baudenkmäler dieser Straße im Bezirk Eimsbüttel, die wegen ihrer Lage an der Alster und ihrer zahlreichen freistehenden Villen der Gründerzeit als „Prachtstraße“ Hamburgs gilt. Zwanzig dieser Häuser stehen unter Denkmalschutz, davon neun Villen und eine Remise aus dem 19. Jahrhundert, sieben Villen vom Anfang des 20. Jahrhunderts und ein Mehrfamilienhaus mitsamt seinen Garagen und Außenanlagen aus den 1970er Jahren.

## Liste
| Haus                       | Baujahr   | Architekt                                 | Beschreibung / Geschichte | Abbildung |
| -------------------------- | --------- | ----------------------------------------- | --- | --------- |
| Nr. 1 bis 4                | 1953/1954 | Ferdinand Streb                           | Bürogebäude, Ensemble mit Alte Rabenstraße 1 und 32; erbaut für Vela-Versicherung, spätere Mieter: Deutsche Grammophon, 2010: diverse Vorbesitzer des Geländes: Gärtnerei Johann Heinrich Böckmann, bis 1854 um 1900: großes Wohnhaus im Tudorstil, zeitweilige Bewohner: F.F. Smith (Millionäre 1912: Rang 211), Johann Rudolf Warburg Erben, Hermann Lauber, Bernhard Levisohn NS-Zeit: Kriegsmarine, im Krieg zerstört |           |
| Nr. 5 / 6 Slomanburg       | 1848      | Jean David Jollasse / J. Brekelbaum       | Doppelvilla, seit 1972 unter Denkmalschutz erbaut für Robert Miles Sloman (Nr. 5) und Ascan Wilhelm Lutteroth (Nr. 6) auf dem Grundstück der Gärtnerei Böckmann zeitweilige Bewohner in Nr. 5: nach 1900: Louis Des Arts (Millionäre 1912: Rang 416) und Ad.Th. Des Arts (Millionäre 1912: Rang 418) in Nr. 6: nach 1900: Martin Anton Popert (Millionäre 1912: Rang 201); nach 1945: Familie Herz |           |
| Nr. 7 / 7a                 | 1970      |                                           | Mehrfunktionshaus; Wohnungen, Chilenisches Konsulat Vorbesitzer Nr. 7: 1852 Sthamersches Landhaus (Wilhelm Sthamer); Villen-Neubau 1883 für R.M. Sloman jun., ab 1890 Stefani Brödermann, geb. Sloman (Millionäre 1912: Rang 165) Nr. 7a: um 1850 Doormann Erben, Villa erbaut 1879, von 1887 bis 1921: Johannes Lühmann, Kapitän und Kaufmann 1921–1964: Oberfinanzdirektion; anschließend Abriss und Neubau |           |
| Nr. 7b                     | 1879      |                                           | Villa Vorbesitzer um 1850: Doormanns Erben; Villa erbaut für Sally Horschitz, ab 1890 Preußische Gesandtschaft 1921–1945: Oberfinanzdirektion später Bundesnachrichtendienst, heute Michael Stich Stiftung |           |
| Nr. 8 Villa Horschitz      | 1872      | Albert Rosengarten                        | Villa Vorbesitzer um 1850: Doormanns Erben; erbaut für Sally Horschitz, Weiterverkauf 1879; ab 1912: Preußische Gesandtschaft 1921–1945: Oberfinanzdirektion nach 1945: Akademie für Publizistik; seit 2000 mehrfacher Besitzerwechsel |           |
| Nr. 8a Villa Laeisz        | 1906/1907 | Ernst Paul Dorn                           | Villa, seit 2006 Sal. Oppenheim Vorbesitzer: 1870 Carl Laeisz kaufte das Grundstück, Bau der Villa für Sophie Laeisz; 1911: Erich Laeisz (Millionäre 1912: Rang 6) ab 1912: Hermann Fölsch NS-Zeit: ab 1934 SS-Oberabschnitt Nord-West / SS-Gruppenführung ab 1945: Lager für britische Truppen, 1952–2006 Britisches Generalkonsulat |           |
| Nr. 8b                     |           |                                           | Villa zwischenzeitliche Bewohner: Emil Oppenheim (Millionäre 1912: Rang 227) nach 1945: Herr Petersen; Kupferberg & Co. |           |
| Nr. 9                      |           |                                           | Villa Vorbesitzer um 1850: Christian Krüger mit einem Landhaus, ab 1859: Julius Ernst Becker ab 1900: Frau A. Ecker, I. Fricke (Millionär 1912: Rang 227) nach 1948: John Jahr senior und Axel Springer Redaktion der Zeitschrift Constanze |           |
| Nr. 10                     | 1964      | Fritz Trautwein                           | Hochschule für Musik und Theater Vorbesitzer um 1850: H.A. Hellmrich mit einem Landhaus ab 1910: Villa Blohm I, erbaut für Hermann Blohm (Millionäre 1912: Rang 92) NS-Zeit: ab 1935 von Karl Kaufmann für die Reichsstatthalterei übernommen 1945 von den Briten beschlagnahmt, Unterbringung der Gerichtsmedizin; Abriss und Neubau für Musikhochschule 1964 |           |
| Nr. 11                     | 1960      | Fritz Trautwein                           | Hochschule für Musik und Theater Vorbesitzer um 1850: S. Albrecht mit einem Landhaus, Villenbau 1872 weitere Bewohner: um 1911 S. Löwenstein (Millionäre 1912: Rang 229) Kurt Clavier bis 1938, wurde zwangsenteignet ab 1938 von Karl Kaufmann für die Reichsstatthalterei übernommen 1945 beschlagnahmt; Abriss und Neubau für Musikhochschule 1960 |           |
| Nr. 12 Budge-Palais        | 1884      | Martin Haller                             | Hochschule für Musik und Theater Vorbesitzer des Gartengrundstücks: Robert S. Sloman sen. Villa erbaut für Ivan Gans; weitere Bewohner: Hirsch Berend Oppenheimer Umbau: 1900/1913 für Henry und Emma Budge (Millionäre 1912: Rang 339), unter Missachtung des Testaments Emma Budge ab 1937: Karl Kaufmann, Reichsstatthalterei; die letzten Bewohner des Budge-Palais waren Siegfried und Ella Budge, Erben von Emma Budge. Sie wurden vertrieben und ermordet. 1945–1955 Britische Besatzungsbehörde, 1956 Umbau zur Musikhochschule |           |
| Nr. 13 Villa Beit          | 1890/1891 | Martin Haller                             | Villa Vorbesitzer des Gartengrundstück um 1850: J.F.C. Refardt (Senator) Villa erbaut für Johanna Beit, (Frau I. Beit), (Millionäre 1912: Rang 94) NS-Zeit: Wohnsitz von Angestellten der Reichsstatthalterei 1945 beschlagnahmt; 1952: Olympic Maritim (Aristoteles Onassis), Umbau durch Cäsar Pinnau; seit 1993/1994 unter Denkmalschutz |           |
| Nr. 14 / 15 Villa Behrens  | 1896/1899 | Martin Haller                             | Villa; Jil Sander Collection GmbH Vorbesitzer Nr. 14: 1845: Frau von Heß, geb. Hudtwalcker mit einem Landhaus, Architekt Alexis de Chateauneuf; weitere Besitzer: Familie Jaffé und Paul Albrecht Nr. 15: G.F. Michahelles, später Kunhardt 1896/1899 Umbau und Zusammenbau der Häuser Nr. 14 und 15 für Eduard L. Behrens jun.; 1911: George Behrens (Millionäre 1912: Rang 99) NS-Zeit: Zwangsverkauf; ab 1939 Wehrmacht, 1945 beschlagnahmt, britische Offiziersmesse, 1967 Oberfinanzpräsident |           |
| Nr. 16                     | 1960      |                                           | Mehrfamilienhaus Vorbesitzer um 1850: Frau Syndikus von Sienen, geb. Amsinck, später: Cipriano Francisco Gaedechens weitere Bewohner 1911: S. Klemperer (Millionäre 1912: Rang 230); Pulverman; Leisler-Kiep NS-Zeit: Verband Deutscher Reeder, 1943 zerstört |           |
| Nr. 17                     | 1928      |                                           | Mehrfamilienhaus Erstbesitzer: Voigt-Nachlass, Alice Donner |           |
| Nr. 18                     |           |                                           | Bürohaus, u. a. Sitz des Container-Leasing-Unternehmens von Ian Karan Erstbesitzer vor 1800: Senator Nikolais Bernhard Eybe: Landhaus erbaut 1795/96 (auch auf Grundstück Nr. 19), Architekt: Johann August Arens; 1813 zerstört, Wiederaufbau; weitere Bewohner: E. Abendroth, T. de la Camp, P.W. Gastedt nach 1900 parzelliert in Nr. 18 und 19; Bewohner 1911: Tonio Riedemann (Millionäre 1912: Rang 52) ab 1930: Neubau für Farbwerke Hoechst AG |           |
| Nr. 19 Villa Blohm II      | 1925      |                                           | Mehrfamilienvilla, Erschließung über Pöseldorfer Weg Erstbesitzer: wie Nr. 18 bis zur Parzellierung um 1900; Bewohner 1911: Gerhard Bruns, Teilhaber von Goßmann & Jürgens, Bildungsmäzen, (Millionäre 1912: Rang 338) 1925: Neubau für Rudolf Blohm 1945 Beschlagnahmung durch Britisches Militär, Umwandlung in ein Mehrfamilienhaus, Bewohner waren u. a. Gustaf Gründgens, Oscar Fritz Schuh, der Waffenhändler Bruno Spiro (Fa. Benny Spiro), Hildegard Knef und Vicky Leandros |           |
| Nr. 20                     | 1953      | Riedberger                                | Büro- und Repräsentationshaus Vorbesitzer: 1802 Landhaus für Paul Amsinck, Architekt Johann August Arens, 1813 zerstört; ab 1840 Landhaus Johannes Amsinck Villen-Neubau 1885, Architekt Martin Haller, für Martin Garlieb Amsinck ab 1905: Max Predöhl (Schwiegersohn v. M.G. Amsinck, Bürgermeister), (Millionäre 1912: Rang 337) 1943 kriegszerstört, 1953 Neubau einer klassizistischen Villa für das Französische Konsulat |           |
| Nr. 21                     | 1967      |                                           | Bürogebäude, Zugang über Alsterchaussee Vorbesitzer um 1850: Major Pluns mit einem Landhaus; Villa erbaut um 1890, zwischenzeitliche Eigentümer: Metzendorf, Witwe Hell geb. Lutteroth 1911: Umbau: „Palazzo Prozzi“, für Eduard Alexander (Millionäre 1912: Rang 336); spätere Besitzer: von Schröder (Bankier) / Mary von Schröder ab 1935: Luftwaffenstab; im Krieg schwer beschädigt nach 1945: Royal Air Force, jugoslawisches Konsulat, Neubau 1967 für die Hamburg-Bremer Feuerkasse, heute Zertus GmbH |           |
| Nr. 22                     | 1901/1902 | Wilhelm Hauers                            | Villa, seit 1989 unter Denkmalschutz Vorbesitzer um 1850: Landhaus Frau Witwe (Otto Julius) Bergeest, später Studt erbaut für Frau P. Rauers ab ca. 1990 Wolfgang Joop, Joop! GmbH, seit dem 1. Januar 2013 neu vermietet an die BAV.Haus AG |           |
| Nr. 22a                    |           |                                           | Büro- und Wohnhaus, Eingang über Alsterchaussee Vorbesitzer 1911: A. Laspe (Millionäre 1912: Rang 232); um 1930: Karstadt AG nach 1945 von den Engländern belegt, anschließend Ernst Leitz KG |           |
| Nr. 23                     |           |                                           | Bürohaus, Anbau an Nr. 22a Vorbesitzer um 1850: Johann Lackmann mit einem Landhaus weitere Eigentümer: Johannes Robinow, Kaufmann, der Bruder von Hermann Robinow; 1911: W. Rackwitz (Millionäre 1912: Rang 530); 1930 Wilhelm Huth, Vorstand der Vereinsbank NS-Zeit: schwere Kriegsschäden Nachkriegszeit: Naturschutzamt, Seeamt, Vogelschutz |           |
| Nr. 24                     | 1879      |                                           | Villa, Mehrfamilienhaus und Büros Erstbesitzer um 1850 mit einem Landhaus Ernst Albers (Oberalter) Bau der Villa 1879; zwischenzeitliche Besitzer: Nicolaus Hudtwalcker, Max Meyer, Alfred Calmon um 1911: Klügmann (hanseatischer Gesandter) (Millionäre 1912: Rang 529) |           |
| Nr. 25                     |           |                                           | Baustelle, Bauprojekt zwei Mehrfamilienvillen mit 63 Eigentumswohnungen (vivacon) Vorbesitzer ab 1867: Eduard L. Behrens sen., dem Vater von Theodor Behrens, Gartenhaus zwischenzeitliche Besitzer: 1907–1914: Carlo Thomsen (Millionäre 1912: Rang 232), G. Diedlerichsen / Fa. Wille, 1914–1918 Charly Michahelles 1939–1966: DRK Zentrale 1967 Neubau, Architekt Böhringer, für die Gerling Vertrieb Deutschland GmbH (zusammen mit Nr. 26) 2010 abgerissen, Neubau |           |
| Nr. 26                     |           |                                           | Baustelle, wie Nr. 25 Vorbesitzer um 1850: Landhaus H.C.R.T. Krogmann weitere Besitzer: Otto Krogmann ab 1911 (Millionäre 1912: Rang 41) |           |
| Nr. 27                     | 1966      |                                           | Mehrfamilienhäuser Vorbesitzer: 1819 Schwieger, 1830 Weiterverkauf an Ami de Chapeaurouge (Senator), Landhaus von Alexis de Chateauneuf (abgebrochen 1900 ?); 1890/1891 errichtete der Gold- und Diamantenmagnat Alfred Beit in einer parkartigen Anlage – die bis zum Harvestehuder Weg reichte – eine Villa mit Hauptzugang am Mittelweg 113 für seine Mutter Laura Beit, die dort bis 1918 lebte. Auf dem Teilgrundstück zum Harvestehuder Weg erfolgte 1928 ein Villen-Neubau nach Entwurf des Karstadt-Hausarchitekten Philipp Schaefer für Hermann Schöndorff (1868–1936), ein Vorstandsmitglied der Rudolph Karstadt AG. NS-Zeit: SA Obergruppe, SA Chef Herbert Fust nach 1945: britische Geheimpolizei; Filmgesellschaft, 1966: Abriss und Neubau; Eigentümer Global Bank / Gerling |           |
| Nr. 28                     | 1963      |                                           | Villa (Alfred-Beit-Weg) Erstbesitzer: Landhaus Henry B. Simms Villenbau 1915 für E.F. Laeisz (Enkel von Sophie Laeisz), im Krieg (1944) zerstört 1963 Neubau für Christina von Mitzlaff Laeisz |           |
| Nr. 29–33 Sophienterrassen | 2014      | Architekt: Distel & Grubitz               | Villen, Mehrfamilienhäuser Erstbesitzer: 1860: I.F.W. Reimers, Villenbau: Villa Sophia: Friedrich Wilhelm Reimers und Frau Sophie weitere Eigentümer: 1918: Holzapfel, 1930: Direktor Sloman; Westenholz Anthon Schröder 1935 vom NS-Staat gekauft für General Wilhelm Knochenhauer; das gesamte hintere Gelände zur Sophienterrasse / Mittelweg wurde 1936/1937 mit dem Generalkommando der Wehrmacht belegt, Sophienterrasse bis 1945: General-Knochenhauer-Straße Nachkriegszeit: 1950: In schwarz geteerten Wehrmachtsbaracken Notunterkünfte für 30 Familien seit Januar 2009: Sophienterrassen |           |
| Nr. 29                     | 2014      | Mirjana Markovic                          | Villa, Mehrfamilienhaus |           |
| Nr. 30                     | 2014      | Kahlfeldt Architekten, Philipp Rentschler | Villa, Mehrfamilienhaus |           |
| Nr. 31                     | 2014      | Kahlfeldt Architekten, Paul Kahlfeldt     | Villa, Mehrfamilienhaus |           |
| Nr. 32                     | 2014      | Kahlfeldt Architekten, Petra Kahlfeldt    | Villa, Mehrfamilienhaus |           |
| Nr. 33                     | 2014      | Mirjana Markovic                          | Villa, Mehrfamilienhaus |           |
| Nr. 36 (a-d)               | 1965      |                                           | Mehrfamilienhäuser, Appartementbau (im Abriss) Vorbesitzer Otto Blohm, ein Vetter von Rudolf und Walther Blohm, Bau der Villa Blohm III um 1920 für Otto Blohm; im Krieg beschädigt 1950: Rythmoton, Filmsynchronisation (teilten sich das Haus mit Rudolph Blohm); 1965: Allianz Versicherung und diverse im Neubau seit 2009 Entmietung, Vorbereitung einer Baustelle durch die Peach Property Group AG |           |
| Nr. 37                     | 2007      |                                           | Mehrfamilienhaus 1911: August Lattmann (Millionäre 1912: Rang 346), Neubebauung 1921 während der NS-Zeit: Firma Nottebohm, Friedrich Nottebohm (Guatemala) 1945 von den Engländern beschlagnahmt; weitere Bewohner: Willy Kellinghusen. Bis 1998 befand sich dort – in einem marmorverkleideten Neubaubürokomplex – das Südafrikanische Generalkonsulat. |           |
| Nr. 38                     |           |                                           | Villa Vorbesitzer: Erstbebauung um 1850: Landhaus für Frau Senator Schwartz, geb. Gabe spätere Bewohner: Nagel, Elkan, Oppenheim, Krogmann; um 1911: Carl Albrecht Wehber (Millionäre 1912: Rang 344), Lattmann, Robinow, Neubauer |           |
| Nr. 39                     | 1890      | Jean David Jolasse, Löwengard             | Villa, Denkmalschutz im Ensemble mit 40 Von 14. Mai 1984 bis September 1992 Standort des ersten chinesischen Generalkonsulats in Hamburg. Um 2000 saniert durch Dirk Manthey, Verleger der Verlagsgruppe Milchstrasse. Verkauft gegen Ende 2013, neuer Besitzer unbekannt. |           |
| Nr. 40                     |           | Jean David Jolasse                        | Villa, Denkmalschutz im Ensemble mit 39 Vorbesitzer um 1910: Carl Robinow (Millionäre 1912: Rang 116) NS-Zeit: um 1930 Alfred und Else Hirsch; Zwangsverkauf 1934 |           |
| Nr. 41 Heine-Villa         | 1878      | Martin Haller, Lamprecht                  | zusammen mit Nr. 42, 43 und 45 Verlag Hoffmann und Campe als Villa Krogmann für Familie Krogmann gebaut; während der NS-Zeit: Carl Vincent Krogmann (Bürgermeister) und Reichsgaupropagandaamt 1945: beschlagnahmt und dem Verlag Hoffmann & Campe zugewiesen, 1959 Aufstellung des Denkmals für Heinrich Heine vor dem Haus, seitdem Heine-Villa |           |
| Nr. 42                     | 1989      | Jochem Jourdan, Bernhard Müller           | Neubau für den Verlag Hoffmann und Campe |           |
| Nr. 43                     | 1873      |                                           | Hoffmann und Campe 1935: Konsul F. Guido Caulier-Eimbcke (Vorsitzender des Vereins Hamburger Schiffsmakler von 1934 bis 1945) und sein Schwiegersohn Otto Schulz-Kampfhenkel; nach 1945 von Kurt Ganske für den Verlag dazugekauft |           |
| Nr. 45                     | 1930/1931 | Emil Fahrenkamp                           | Hoffmann und Campe Vorbesitzer: Familie J. Jessurun, Bernhard Blumenfeld, Reeder Neubau des Hauses 1930 für Walter Kruspig (Generaldirektor, Rhenania-Ossag) |           |
| Nr. 50                     | 1926/1928 | Gerhard Gehrke                            | Vormals Frau Senator Hertz, geb. Goßler; Neubau 1926/28 für Ricardo Sloman, erster Klinkerbau am Harvestehuder Weg. 1957 International School of Hamburg, dann Südafrikanisches Generalkonsulat, später Generalkonsulat von Ägypten Seit 1998 unter Denkmalschutz |           |
| Nr. 51–53                  | vor 1900  |                                           | drei Stadtvillen, geschlossene Bebauung ehemalige Bewohner: Gustav G. Cohen (in Nr. 53) |           |
| Nr. 55                     | 1972/1974 | Helmut Wolff, Dieter Schlühr              | Mehrfamilienhaus unter Denkmalschutz vormals Villa Kugelmann, Ferdinand Kugelmann (Millionäre 1912: Rang 268). Die Familie Kugelmann wurde während des Nationalsozialismus verfolgt und ermordet. Vor dem Haus befinden sich zum Gedenken vier Stolpersteine. |           |
| Nr. 65–67                  |           |                                           | 1931–1939 Gebäude der Bertram-Schule, einer privaten Jungenschule, die hauptsächlich von Kindern der Hamburger Wirtschaftsaristokratie besucht wurde. |           |